# Muso Toshmuhammad

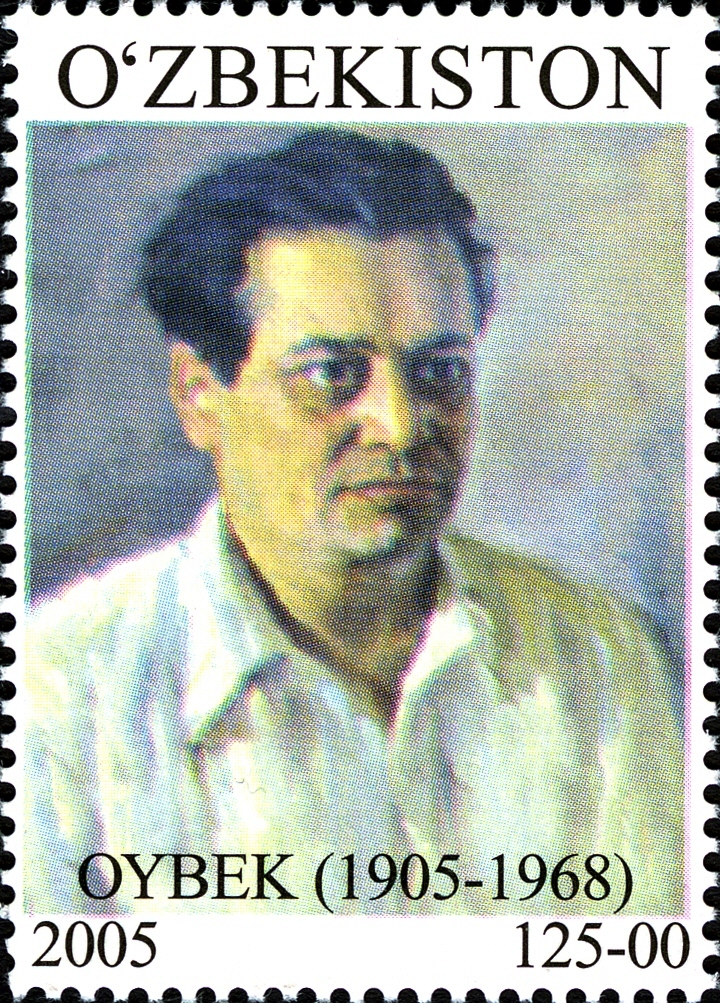
Briefmarke mit Muso Toshmuhammad

Muso Toshmuhammad oʻgʻli (* 28. Dezember 1904jul. / 10. Januar 1905greg. in Taschkent; † 1. Juli 1968 ebenda) war ein usbekischer bzw. sowjetischer Schriftsteller, Dichter und Übersetzer, der unter dem Pseudonym Oybek (russisch Айбек Aibek) bekannt war.

## Leben

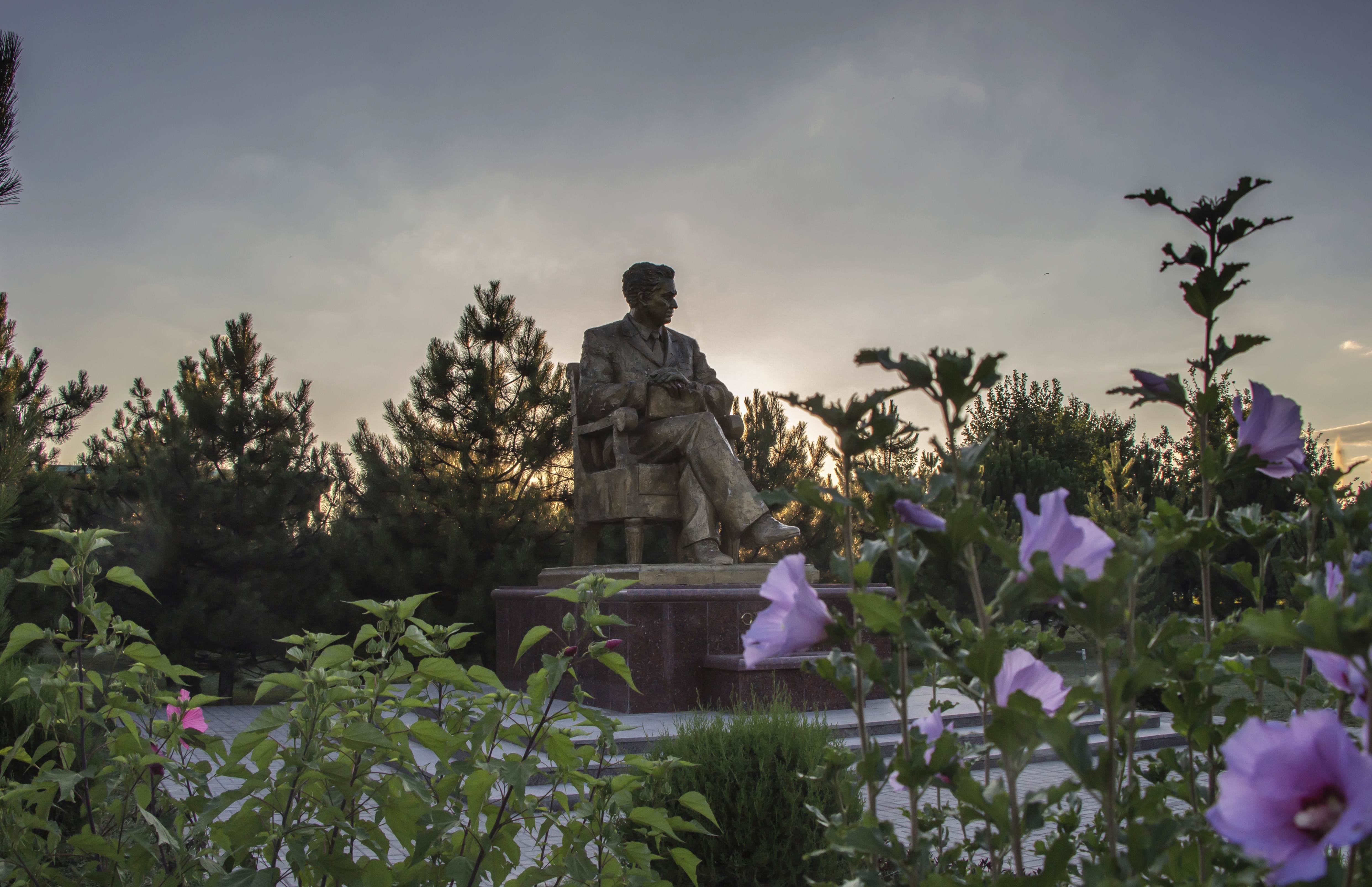
Denkmal für Muso Toshmuhammad

Muso Toshmuhammad wurde als Sohn eines Webers geboren, der mit seinen Waren durch die Region Turkestans zog, wobei ihn Muso manchmal begleitete. Die Erinnerung an seine Grundschule verarbeitete er in seinem 1963 veröffentlichten Roman Kindheit. 1930 machte er einen Abschluss in Wirtschaftswissenschaften an der Zentralasiatischen Staatlichen Universität.
1943 wurde er Mitglied der Akademie der Wissenschaften der Usbekischen SSR. Ab 1948 war er Mitglied der Kommunistischen Partei der Sowjetunion. Er war an vielen öffentlichen Arbeiten beteiligt und war ein Mitglied des usbekischen Schriftstellerverbandes. Außerdem war er Abgeordneter im Obersten Sowjet der Usbekischen SSR der V. und VI. Einberufung.
Oybek starb am 1. Juli 1968. Er wurde auf dem Chigatai-Gedenkfriedhof in Taschkent beerdigt.
In Erinnerung an Oybek wurde eine Station der Metro Taschkent nach ihm benannt. Außerdem gibt es ein Museum in Oybeks Wohnhaus in Taschkent.

## Werk
Wie viele usbekische Schriftsteller begann Oybek seine literarische Laufbahn mit der Poesie. 1923 wurde sein erstes Gedicht Wessen Land? (Чья земля?) veröffentlicht. Er ist einer der ersten usbekischen Romanautoren. Er schrieb Romane wie Heiliges Blut (Священная кровь), Navoiy (Навои), Der Wind des goldenen Tals (Ветер золотой долины), Die Sonne wird nicht verblassen (Солнце не померкнет), Der große Weg (Великий путь). 
Sein erster großer Roman, Heiliges Blut (Священная кровь, 1943), widmet sich dem Leben der Völker Zentralasiens, insbesondere Usbekistans während des Ersten Weltkriegs. Dieser Roman wurde im Filmstudio Usbekfilm verfilmt.
1939 schrieb er ein Gedicht über den Dichter Alisher Navoiy. 1945 wurde ein Roman über das Leben Navoiys fertiggestellt, der in mehrere Sprachen übersetzt wurde.

### Wissenschaftliche Literatur
Oybek ist Autor einer Reihe von Studien, wissenschaftlichen Artikeln und Rezensionen, z. B.: Der kreative Weg von Abdullah Qodiriy (Творческий путь Абдулла Кадыри, 1936), Usbekische Poesie der letzten Jahre (Узбекская поэзия последних лет, 1933), Usbekische Literatur (Узбекская литература, 1943), Literatur, Geschichte, Moderne (Литература, история, современность, 1966).

### Übersetzungen
Oybek ist auch als Übersetzer aus dem Russischen ins Usbekische bekannt. Von ihm wurden Werke wie Eugene Onegin von Puschkin, Goethes Faust, Lermontows Maskerade, Homer (Auszüge aus der Ilias), das Epos Davyd Sasunsky sowie Werke von unter anderem Maxim Gorki und Wissarion Belinsky ins Usbekische übersetzt.

## Auszeichnungen und Preise
- 1946: Stalinpreis erster Klasse für den Roman Navoi (1945)[1]
- 1951: Ehrenzeichen der Sowjetunion[8]
- Hamza-Staatspreis der Usbekischen SSR für das Buch Kindheit[9]
- 1965: Volksschriftsteller der Usbekischen SSR[1]
- Zwei Leninorden[9]
- 2000: Buyuk xizmatlari uchun (Für herausragende Leistungen) (posthum)[10]

## Werke (Auswahl)
- Tuyg'ular (1926)
- Mash'ala (1932)
- Mashrab (1937)
- O'zbekiston (1934)
- Hamza (1948)
- Oltin vodiydan shabadalar (1950)
- Zafar va Zahro (1951)
- Quyosh qoraymas
- Ulugʻ yoʻl
- Guli va Navoiy (1968, episch)
- Bola Alisher (1974)